# Aerowatch

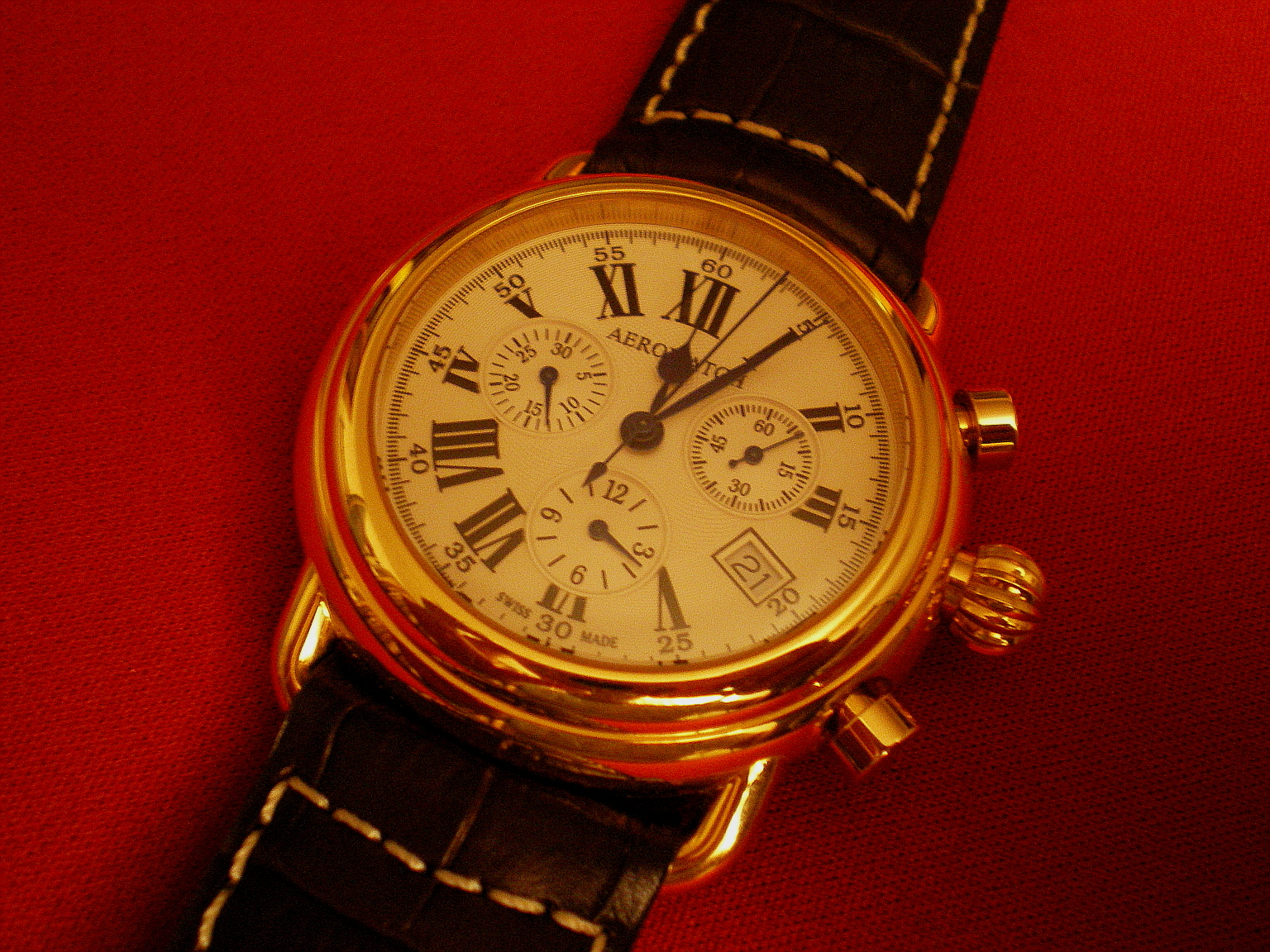
Armbanduhr von Aerowatch (Chronograph Quartz Collection 1942)

Die Schweizer Uhrenmanufaktur Aéro Watch SA (Eigenschreibweise AEROWATCH) wurde 1910 in La Chaux-de-Fonds gegründet und befindet sich in Familienbesitz.
Bevor das Unternehmen im Mai 1935 den Firmensitz nach Neuchâtel verlegte, war es kurz nach der Gründung für längere Zeit in Fleurier ansässig. Mitte der 1930er-Jahre exportierte Aéro Watch seine Produkte bereits in mehr als 15 Länder. Im Jahre 1942 übernahm Maxime Crevoisier die Uhrenfabrik. Mit diesem Inhaberwechsel verbindet sich auch die Spezialisierung des Unternehmens auf Taschen- und Pendeluhren.
Georges Crevoisier übernahm 1959 von seinem Vater die Unternehmensleitung und weitete das Distributionsnetz auf über 30 Länder aus, und das Unternehmen wurde in aller Welt bekannt. Im Jahre 2004 entschied sich die Unternehmensleitung, das Angebot um eine Armbanduhren-Kollektion zu erweitern.
An seinem späteren Standort Le Noirmont produzierte das Unternehmen eine breite Palette von hochwertigen Taschen- und Anhängeruhren, welche in einem aufwändigen und anspruchsvollen Testverfahren überprüft wurden.
Der heutige Firmensitz ist Saignelégier.